# Kaltenbach (Liebochbach)
Der Kaltenbach ist ein rund 0,8 Kilometer langer rechter Nebenfluss des Liebochbaches in der Steiermark. Er entspringt direkt östlich des Hauptortes von Sankt Bartholomä und fließt relativ geradlinig insgesamt nach Südosten. Östlich von Sankt Bartholomä mündet er einige hundert Meter westlich der L336 in einen Seitenarm des Liebochbaches, der bald danach nach links abknickt. Auf seinem Lauf durchfließt der Kaltenbach einen kleinen Teich.